# Gramado Challenger 2005
Il Gramado Challenger 2005 è stato un torneo di tennis facente parte della categoria ATP Challenger Series nell'ambito dell'ATP Challenger Series 2005. Il torneo si è giocato a Gramado in Brasile dall'8 al 14 agosto 2005 su campi in cemento.

## Vincitori

### Singolare
Flávio Saretta ha battuto in finale  Jacob Adaktusson 6–1, 6–3

### Doppio
Goran Dragicevic /  Mirko Pehar hanno battuto in finale  Brian Dabul /  Bruno Echagaray con il punteggio di 6–3, 6–4